# Călătorii în necunoscut
Călătorii în necunoscut (engleză: Invasion) este un serial de televiziune american științifico-fantastic din 2005.  A fost difuzat pe ABC un singur sezon începând cu 21 septembrie 2005.  Oarecum similar cu Invazia jefuitorilor de trupuri, serialul prezintă infiltrarea unor creaturi extraterestre subacvatice la adăpostul unui uragan într-un mic oraș din Florida prin preluarea corpurilor locuitorilor orașului printr-un proces de clonare (ființele clonate nu știu cine sunt, ele crezând cu adevărat că sunt oamenii care au fost uciși și clonați; cu toate acestea ele au atracție față de apă, sunt mai rezistente și pot respira sub apă). Serialul a fost produs de Shaun Cassidy Productions și Warner Bros. Television. Din cauza impactului emoțional produs de uraganul Katrina din 2005 care a devastat sudul Statelor Unite, publicul a fost informat că serialul a prezentat imagini ale unui uragan fictiv.

## Distribuție

### Roluri principale
- William Fichtner ca Șerif Tom Underlay
- Eddie Cibrian ca Russell Varon
- Kari Matchett ca Dr. Mariel Underlay
- Lisa Sheridan ca Larkin Groves
- Tyler Labine ca Dave Groves
- Alexis Dziena ca Kira Underlay
- Evan Peters ca Jesse Varon
- Nathan Baesel ca Lewis Sirk  (invitat special periodic)
- David Huynh ca Sun Kim (invitat special periodic)
- Ariel Gade ca Rose Varon
- Aisha Hinds ca Mona Gomez
- James Frain ca Eli Szura  (invitat special periodic)
- Elisabeth Moss este Christina (invitat special periodic)

## Legături externe
- Invasion la Internet Movie Database
- Invasion la TV.com
- http://www.cinemagia.ro/filme/invasion-calatorii-in-necunoscut-17926/

## Vezi și
- Invazie extraterestră
- Punct de criză